# MG-Tec Grup
MG-Tec Grup este un grup care cuprinde companii cu activități în domeniul construcțiilor, prelucrarea sârmei laminate și producția hârtiei tissue.
MG-Tec Grup este o afacere de familie demarată în 1993 de Ioan și Irina Tecar.
Prima companie înființată din grup este Metalicplas Impex, iar asociatul unic al grupului este omul de afaceri Irina Tecar, cu o participație de 80% în fiecare din cele 14 firme din grup.
MG-Tec Grup deține 11 companii: Metalicplas Impex, Metalicplas-Distribution, Pehart Tec, Samus Construcții, Izo Tec, Termo Tec, Terminvest, Tecar San, Expo Auto Tec Dej, Elit Media Advertising și Castelluci.
În plus Ioan Tecar mai deține și hotelul de patru stele Black Tulip din Dej, cu 53 de camere.
Cea mai mare cifră de afaceri pe grup din 2008, aproximativ 45 milioane euro, a fost realizată de compania Metalicplas Impex, firmă specializată în prelucrarea sârmei laminate.
Număr de angajați în 2010: 1.213 
Cifra de afaceri:
- 2009: 100 milioane euro [4]
- 2008: 123 milioane euro [1]